# Chants d'Espagne

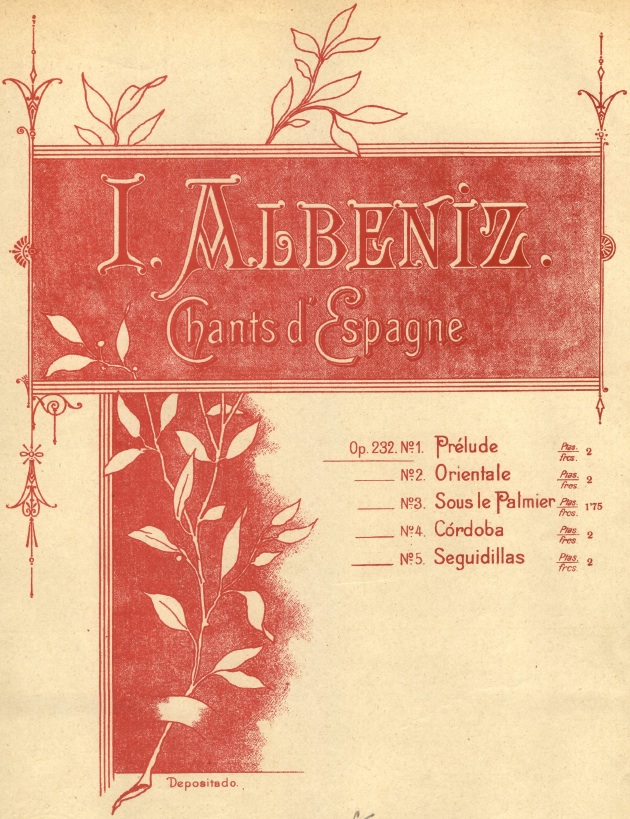
Couverture de la partition des Chants d'Espagne (1898)

Chants d'Espagne op. 232, (espagnol : Cantos de España) est une suite de trois, puis de cinq pièces pour piano composée par Isaac Albéniz. Prélude, Orientale et Sous le palmier sont publiés en 1892, les pièces Córdoba et Seguidillas sont ajoutées dans une édition de 1898.

## Pièces

### 1.Prélude
- Allegro ma non troppo (marcato il canto) - 3/4 - Sol mineur

Dédicace : « À mon très cher ami E. Pujol. »
Le prélude (en espagnol Preludio) est aussi connu sous le nom Asturias (Leyenda), titre donné lors de l'incorporation à la Suite española, en 1901 par l'éditeur Zozaya. La transcription pour guitare est souvent attribuée à Francisco Tárrega qui utilise la tonalité de l'œuvre la plus reconnaissable, mi mineur.
Le biographe d'Albéniz, Walter Aaron Clark, décrit la pièce comme du « flamenco pur Andalou ». Le thème rappelle le rythme de buleria — une chanson du répertoire flamenco. Le marcato/staccato rappelle les sons de la guitare et les pas des danseurs de flamenco. La pièce sonne comme si elle était composée en mode phrygien typique des bulerias. La seconde partie rappelle la copla. La musique alterne les parties solo et les parties accompagnées, ce qui est typique du flamenco. Le milieu de la pièce est écrit à la façon d'une malagueña. La malagueña emprunte deux motifs utilisés précédemment dans la pièce qui se termine en reprenant le thème initial.

### 2.Orientale
Cette pièce est aussi basée sur les chansons et les danses d'Andalousie malgré son nom. Cette pièce s'ouvre sur un bruit de cordes dissonant, le mode phrygien apparaît rapidement. L’orientale est mélancolique. Le thème principal est aussi basé sur un copla octosyllabique.

### 3.Sous le palmier
Sous le palmier (en espagnol Bajo la palmera) est aussi connue sous le nom de Danse espagnole. Cette pièce exprime aussi bien le balancement des palmiers que le balancement du tango gypsy. Ericourt décrit la manière d'interpréter le rythme de la manière suivante :

« Au début, le rythme est très stable, il comprend même des battements, mais il donne en même temps une impression de souplesse, de détente et de volupté. L'indication de marcato au début indique plus de l'exactitude que de la rigidité dans le rythme. La musique coule ininterrompue. »

« First, the rhythm is to be steady, with even beats throughout, but at the same time, give a supple and relaxed, even languid or voluptuous impression. The 'marcato' indication at the beginning means exactness, rather than a rigidity of rhythm. The music must flow uninterruptedly. »

Ericourt met aussi en avant l'importance de la modération dans l'interprétation : « toute exagération tonale ou autre peut facilement amener la vulgarité dans cette composition ».
À la mesure 28, la musique glisse vers la tonalité homonyme (en), un glissement vu dans d'autres œuvres d'Albéniz. Clark écrit que ce changement « exprime une tristesse ».

### 4.Córdoba
Córdoba célèbre une des villes préférées d'Albeniz. Au cœur de l'Andalousie, la ville de Cordoue (Córdoba en espagnol) abrite la Mezquita. La ville est riche historiquement de culture chrétienne et musulmane et Albeniz capture l'humeur et les sentiments de ces deux cultures dans Córdoba. Clark affirme que le nom de la pièce aurait pu être inspiré à Albeniz par Saint Isaac de Córdoba qui est mort en défendant la ville de Cordoue, en 851, contre la mainmise islamique et l'état de dhimmis imposé aux habitants non musulmans.
La pièce commence avec le son des cloches d'église. Un hymne en mode dorien est joué en style de faux-bourdon, rythmiquement ambigu pour se rapprocher au plus près du chant liturgique. La première partie se termine avec un caractère contrasté rappelant la gusle à une corde jouant une sérénade dans un style maure. La seconde partie rappelle les danseurs de flamenco et les rythmes des chansons traditionnelles espagnoles. La première partie est répétée et la pièce se termine par une brève coda.

### 5.Seguidillas
La dernière pièce de la suite est Seguidillas. Une séguédille est une chanson ou une danse populaire composée de quatre à sept vers.